# مارك تيمانوف
مارك إسشينيفيك تيمانوف (بالروسية Марк Евгеньевич Тайманов)‏ (7 فبراير 1926 - 28 نوفمبر 2016) لاعب شطرنج روسي كان من أقوى اللاعبين في العالم في فترة الخمسينات والستينات.
حصل على لقب أستاذ دولي كبير عام 1952.
زادت شهرة تيمانوف عندما سحقه بوبى فيشر عام 1971 بنتيجة ساحقة وبعد هذهِ المباراة عاد تيمانوف إلى روسيا يجر أذيال الخيبة لكونهِ خسر أمامهُ بهذه النتيجة.
مما زاد الطين بلة انهم عثروا معه على كتاب عن الديموقراطية فتم اعتقاله. ثم سامحوه بعد ذلك.
اصدر تيمانوف كتابا بعد ذلك بعنوان (كنت ضحية لبوبى فيشر).

## روابط خارجية
- مارك تيمانوف على موقع مباريات الشطرنج (الإنجليزية)
- مارك تيمانوف على موقع 365Chess.com (الإنجليزية)
- مارك تيمانوف على موقع Chesstempo.com (الإنجليزية)
- مارك تيمانوف سجل أولمبياد الشطرنج على موقع OlimpBase.org (الإنجليزية)
- مارك تيمانوف على موقع IMDb (الإنجليزية)
- مارك تيمانوف على موقع ميوزك برينز (الإنجليزية)
- مارك تيمانوف على موقع ديسكوغز (الإنجليزية)
- مارك تيمانوف على موقع كينوبويسك (الروسية)